# Harry Atkinson
Sir Harry Albert Atkinson (1 de noviembre de 1831 – 28 de junio de 1892) fue el décimo Primer Ministro de Nueva Zelanda en cuatro períodos separados a los fines del siglo XIX, y fue Tesorero Colonial por un total de diez años. Fue el responsable por guiar al país durante el período de depresión, y fue conocido como un cauteloso y prudente administrador de las finanzas del gobierno, aunque también recordado por algunas políticas consideradas radicales como el esquema de Seguridad Social de 1882 (welfare) y de arrendamiento de tierras. Asimismo participó en la formación de las unidades de militares voluntarios que se unieron para luchar en las Guerra de las Tierras de Nueva Zelanda, y fue conocido por su fuerte convencimiento de la necesidad de incautar grandes tierras de los maoríes.
Atkinson, nació en 1831 en el poblado inglés de Broxton, Cheshire, recibió su educación en Inglaterra, pero a la edad de 22 decidió seguir a su hermano mayor William a Nueva Zelanda. Comenzó en política como miembro del concejo de la provincia de Taranaki.